# Harri Lorenzi
Harri Lorenzi (1949-) es un ingeniero agrónomo, botánico y profesor brasileño. Realiza estudios sobre árboles de la mata Atlántica, y además es agrónomo colaborador del Jardín de la Fazenda Cresciumal Ruy De Souza Queiroz.

## Algunas publicaciones
- "Árvores Brasileiras: Manual de Identificação e Cultivo de Plantas Arbóreas Nativas do Brasil", a contar com 3 volumes, todos editados también em inglés: Brazilian Trees (1 y 2, también en inglés),[1]
- "Plantas Ornamentais no Brasil: arbustivas, herbáceas e trepadeiras", Brazilian Ornamental Plants
- "Frutas Brasileiras e Exóticas Cultivadas de Consumo in natura", obra que cuenta también con ediciones en inglés
- "Plantas Daninhas no Brasil: Terrestres, aquáticas, parasitas e tóxicas"
- "Plantas Medicinais no Brasil: Nativas e exóticas"
- "Árvores Exóticas no Brasil: Madeiras, ornamentais e aromáticas"
- "Botânica Sistemática: Guia ilustrado para identificação das famílias de Fanerógamas nativas e exóticas no Brasil, baseado em APG II"
- "Manual de Identificação e Controle de Plantas Daninhas: plantio direto e convencional"
- "Morfologia Vegetal: Organografia e Dicionário Ilustrado de Morfologia das Plantas Vasculares"
- "Palmeiras Brasileiras e Exóticas Cultivadas", obra ya agotada, Brazilian palms
- "As Plantas Tropicais de R. Burle-Marx", obra también agotada, Tropical Plants of Burle Marx
- "Flora Brasileira: Arecaceae (Palmeiras)", su última versión incluye todas las 300 especies de palmas nativas de Brasil.

- La abreviatura «Lorenzi» se emplea para indicar a Harri Lorenzi como autoridad en la descripción y clasificación científica de los vegetales.[2]